# Borîsivka, Lenine
Borîsivka (în ucraineană Борисівка) este un sat în comuna Mariivka din raionul Lenine, Republica Autonomă Crimeea, Ucraina.

## Demografie
Componența lingvistică a localității Borîsivka
     Rusă (21,62%)
     Ucraineană (13,51%)
Conform recensământului din 2001, nu exista o limbă vorbită de majoritatea populației, aceasta fiind compusă din vorbitori de găgăuză (37,84%), rusă (21,62%) și ucraineană (13,51%).